# 青猫座
青猫座（あおねこざ）は、かつて大阪にあった劇団である。

## 概要
1948年、辻正雄の主宰により、辻美智、八木亮三らとともに大阪で創設された新劇団体。金田龍之介、永井路夫、筒井康隆などが所属していた。1973年まで活動していたのは確認できる。

## 公演
- 1948（昭和23）年6月　舞台：毎日会館　「南の風」（作：辰野隆、演出：辻正雄）、「ひと夜」（作：宇野信夫、演出：筧一彦）
- 1948（昭和23）年9月　舞台：毎日会館　「斜陽」（作：太宰治、脚色：茂木草介、演出：筧一彦）、「赤蟻」（作：中村正常、演出：青柳一郎）
- 1948（昭和23）年12月　舞台：文楽座　「かくて新年は」（作：森本薫、演出：茂木草介）、「仏法僧」（作：真船豊、演出：郷田悳）
- 1949（昭和24）年3月　舞台：文楽座　「悪女と眼と壁」（作：田中澄江、演出：郷田悳）
- 1949（昭和24）年5月　舞台：文楽座　「瀬戸内海の子供ら」（作：小山祐士、演出：田中千禾夫）
- 1949（昭和24）年9月　舞台：文楽座　「ルリユ爺さんの遺言」（作：阪中正夫、演出：茂木草介）「貝殻」（作：内村直也、演出：）「なた」（作：真船豊、演出：郷田悳）
- 1949（昭和24）年12月　舞台：文楽座　「マリアへのお告げ」（作：ポール・クロオデル、訳：木村太郎、演出：田中千禾夫）
- 1950（昭和25）年　舞台：文楽座　「リリオム」（作：モルナール・フェレンツ、演出：茂木草介、主演：金田竜之介）、「厨房」（作：三国一郎、演出：田中千禾夫、出演：河辺眞平）
- 1951（昭和26）年　「聖者の泉」（作：シング、演出：田中千禾夫）
- 1951（昭和26）年　「春のめざめ」（作：ヴェデキント、演出：田中千禾夫）
- 1952（昭和27）年2月　舞台：朝日会館　「なよたけ」（作：加藤道夫、出演：渡辺千世、金田竜之介）
- 1953（昭和28）年9月　第15回　舞台：朝日会館　「楡の木蔭の慾情」（作：ユージン・オニール、訳：井上宗次、演出：武智鉄二）
- 1954（昭和29）年4月　第19回　「わが心高原に」（作：ウィリアム・サローヤン、訳：倉橋健、演出：中西武夫）、「東は東」（作：岩田豊雄、演出：武智鉄二）
- 1954（昭和29）年　「京時雨濡れ羽ふた鳥」（作：田中千禾夫、演出：辻正雄）
- 1955（昭和30）年2月　第21回　「北京の幽霊」（作：飯沢匡、演出：石田亮、出演：辻美智）
- 1955（昭和30）年　第22回　「」「」
- 1955（昭和30）年9月　第23回　「二十日鼠と人間」（作：ジョン・スタインベック、主演：筒井康隆）
- 1956（昭和31）年「双頭の鷲[1]」（舞台美術：田中照三）
- 1961（昭和36）年　「夜への長い旅路」（作：ユージン・オニール）
- 1968（昭和43）年　「渇きと飢え」
- 1969（昭和44）年　舞台：朝日生命ホール　「動物園物語」（作：エドワード・オルビー、演出：辻正雄、主演：徳田興人）
- 1970（昭和45）年1月　なにわ芸術祭　舞台：サンケイホール　「夜明けに消えた」（作：矢代静一、演出：辻正雄、出演：金田龍之介）
- 1971（昭和46）年　「黄色いパラソルと黒いコーモリ傘」（作：別役実）
- 1973（昭和48）年

## 著名な団員
- 金田龍之介（在団期間：1949年～1954年？）
- 永井路夫（在団期間：1953年？～？）
- 筒井康隆（在団期間：1954年末くらい？～55年？）[3]
- 仲風見（在団期間：1960年～？）
- 西川ひかる：青猫座研究生（在団期間：？）